# Южноанюйски хребет
Южноанюйският хребет или Анюйски хребет (на руски: Южно-Анюйский хребет, Анюйский хребет) е среднопланински хребет в Североизточна Азия, в западната част на Чукотски автономен окръг на Русия. Простира се от запад на изток почти по паралела на протежение около 380 km между долините на реките Малък Анюй на север и Голям Анюй на юг (съставящи на река Анюй, десен приток на Колима). На изток в района на изворите на двете реки се свързва с Анадирското плато. Максимална височина връх Блохин 1779 m, 67°06′06″ с. ш. 166°51′38″ и. д. / 67.101667° с. ш. 166.860556° и. д.), разположен в централната му част. Изграден е от горноюрски и триаски пясъчници, шисти и аргилити, пронизани от гранитни интрузии. Има следи от древни заледявания. От него водят началото си реките Голям и Малък Анюй и съответно техните десни (Орловка, Ангарка, Камешкова и др.) и леви (Кулполней, Тетемвеем и др.) притоци. Склоновете му са покрити с тундрова растителност, а най-високите части са заети от камениста планинска тундра. По долините на реките име редки лиственични гори.

## Национален атлас на Русия
- Чукотка[2]